# Helwan
Pour les articles homonymes, voir Hulwan et Gouvernorat de Helwan.
Helwan est une ville d'Égypte sur le bord du Nil, face aux ruines de Memphis, avec une population d'environ 643 000 habitants (en 2006).
La ville a été la capitale d'un gouvernorat portant son nom entre avril 2008 et avril 2011. 

## Géographie

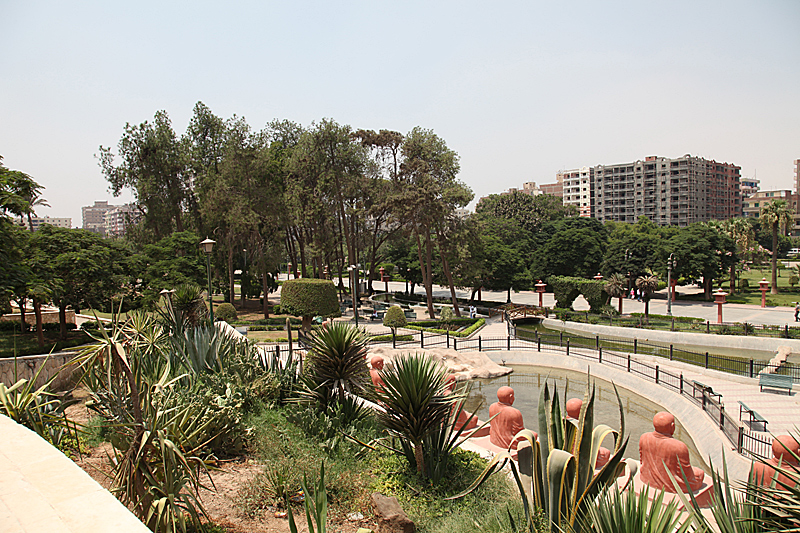
Jardin japonais à Helwan

Helwan est une banlieue du sud du Caire, desservie par le métro du Caire (terminus de la ligne 1). Helwan est proche de la ville de Mit-Rahineh. L'industrie locale comprend la production de fer et d'acier, du textile et du ciment. La zone dispose aussi de sources de soufre chaud.

## Économie

### Compagnie de fer et d’acier d’Helwan
En 1958, la Compagnie de fer et d’acier d’Helwan (Hadidwalsolb) est fondée sous l’impulsion du Président égyptien Gamal Abdel Nasser, avec l'appui de l'Union soviétique. La création de cette compagnie publique est étroitement liée au projet politique et économique de l’époque de Nasser, qui visait l’indépendance et la capacité de reposer sur l’industrie locale, notamment pour des produits aussi essentiels que le fer et l’acier. La sidérurgie d'Helwan contribue fortement à l'effort de guerre pendant les différents conflits opposant l'Égypte à Israël, jusqu'aux accords de paix de 1979, tandis que les ouvriers manifestent en 1980 pour protester contre l'invitation par le Président égyptien Anouar el-Sadate de son homologue israélien Yitzhak Navon, empêchant ce dernier de visiter l'usine.
Au plus fort de son activité, l’usine comptait 20 000 ouvriers, permettant le développement d'une ville nouvelle constituée par les résidences des travailleurs et des services mis à leur disposition, notamment une école pour leurs enfants et des clubs de sport, cette compagnie se revendiquant comme un emblème du socialisme arabe. Plusieurs formes de « démocratie ouvrière » y voient effectivement le jour dans les années 1960 et 1970. En 1990, le leader ouvrier Mohamed Mostafa remporte les élections législatives de la circonscription du Caire sud face au candidat du parti au pouvoir à l’époque (le Parti national démocrate).
Au début du XXIe siècle, à la suite d'une vague de privatisations décidée par le pouvoir égyptien en échange d'un soutien financier du FMI, la Compagnie de fer et d’acier d’Helwan en faillite et ne comptant plus de 7 000 ouvriers, ferme ses portes le 1er juin 2021,

### Autres industries locales
La ville abrite également une cimenterie de la Compagnie des Ciments Belges, filiale du groupe italien Italcementi et des usines de textile.

## Bâtiments célèbres d'Helwan
L'observatoire astronomique Khédiviala y a été construit entre 1903 et 1904, et il a été longtemps utilisé pour observer la comète de Halley.
Son centre psychiatrique, l'hôpital Behman, construit en 1939, est la plus vieille et la plus grande des cliniques psychiatriques d'Égypte. 
Helwan possède aussi son université, l'université de Helwan.

## Vestiges archéologiques
En plus d'être face aux ruines de Memphis, Helwan possède une chambre funéraire archéologique découverte en 1946, et de nombreux artefacts ont été trouvés dans la région. Certains ressemblent à ceux de Göbekli Tepe.

### Cimetière égyptien ancien
À Helwan a été fouillé un grand cimetière égyptien ancien comptant plus de 10 000 sépultures. Le cimetière a été utilisé depuis la période Naqada III, vers 3200 avant notre ère, jusqu'à la IVe dynastie, puis au début du Moyen Empire et enfin jusqu'à la période romaine et au-delà. Le cimetière a été découvert et fouillé par Zaki Saad entre 1942 et 1954. De nouvelles fouilles ont été entreprises en 1997 par une expédition australienne Les fouilles de Zaki Saad n'ont jamais été entièrement publiées, seuls plusieurs rapports préliminaires l'ont été. Helwan était très probablement le cimetière de Memphis au cours des premières dynasties. Les tombes vont de petites fosses à de grands mastabas élaborés. En ce qui concerne les parties souterraines de ces tombes, deux types sont attestés : d'un côté des fosses avec la sépulture au fond ; et de l'autre côté des chambres souterraines, auxquelles on accède par une fosse ou par un escalier. La majorité des sépultures sont destinées à un seul défunt.
Il existe quelques exemples de sépultures multiples. Les défunts étaient le plus souvent placés dans des nattes de roseaux ou des cercueils de différents matériaux. La plupart des corps ont été trouvés dans une position contractée. La plupart des tombes étaient construites en briques de terre. Les toits sont souvent en bois. Certains murs des chambres souterraines étaient recouverts de plâtre. Dans plusieurs tombes, on a trouvé des pierres, utilisées pour couvrir la chambre funéraire, pour bloquer l'entrée et dans de rares cas pour paver les murs. Certaines des tombes les plus élaborées comportaient plusieurs chambres souterraines. Ces chambres étaient souvent accessibles par un escalier. Les personnes enterrées ici appartenaient à tous les niveaux de la société, bien que les plus hauts fonctionnaires aient été enterrés à Saqqarah. Plus de quarante stèles ont été découvertes, appartenant aux niveaux supérieurs de la société. Elles constituent une source importante pour les premières traces d'écriture en Égypte. Un certain Meriiti porte de nombreux titres sur sa stèle et date très probablement de la Ire dynastie. Quelques stèles appartiennent également à des membres de la famille royale de la IIe dynastie, comme  Satkhnoum, « fille du roi » ; Khenmetptah, également « fille du roi » et Nisouheqet, « fils du roi ». Les stèles datent d'environ du milieu de la Ire dynastie jusqu'au début de la IVe dynastie

## Personnalités liées à cette localité
- Menhat Helmy, (1925-2004), artiste égyptienne née à Helwan.

## Anecdotes
- Un modèle de Beretta, le célèbre Beretta 951 existe dans une variante nommée Helwan, fabriquée en Égypte.
- Helwan est aussi un prénom.
- La ville possède son club, le Naseeg Helwan.